# Javier Fernández (judoca)
Javier Fernández (10 de agosto de 1981) é um ex-judoca espanhol. Fernández foi campeão espanhol em 2012, medalhista de bronze nos Jogos do Mediterrâneo de 2005, e disputou o Campeonato Europeu em 2005, terminando na sétima posição.